# Colobocentrotus atratus

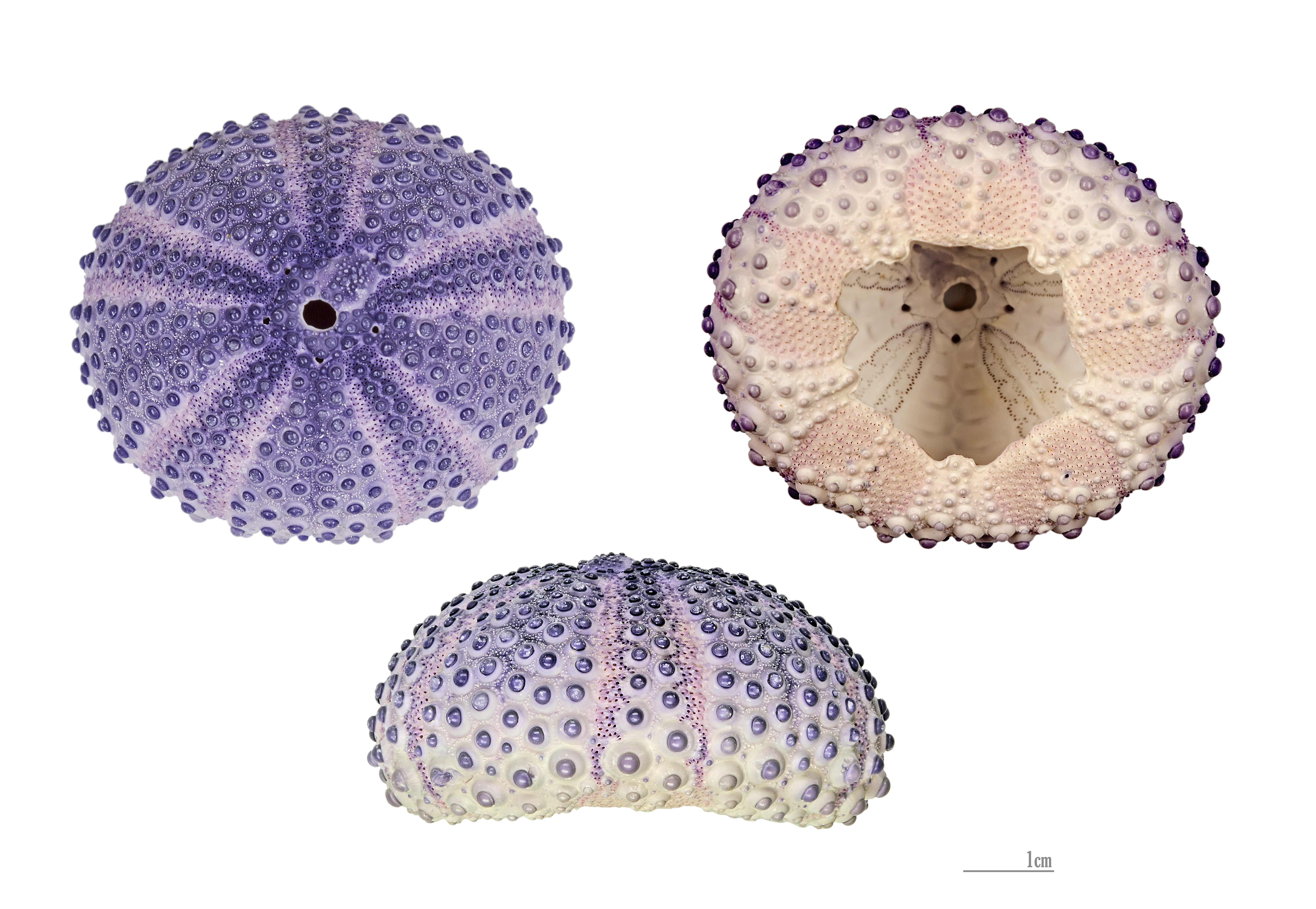
Colobocentrotus atratus

Colobocentrotus atratus (Linnaeus, 1758) è una specie di riccio di mare della famiglia Echinometridae.

## Descrizione
Questo riccio è caratterizzato da una forma a cupola, e da una superficie superiore che somiglia ad un mosaico di piccole piastre poligonali formate da spine modificate. È contornato inoltre da un anello formato da spine ampie, appiattite, di dimensioni relativamente grandi. Sul lato inferiore c'è un altro anello di piccole spine appiattite e molti pedicelli ambulacrali.

## Alimentazione
Si nutre di Littorina littorea, altri ricci e Corallinales.

## Distribuzione e habitat
Proviene dall'Indo-Pacifico, in particolare dalle Hawaii. Di solito viene trovato in gruppi, nella zona dove le onde esercitano molta azione abrasiva.